# Thập niên 440
Thập niên 440 hay thập kỷ 440 chỉ đến những năm từ 440 đến 449.